# Skrzaty z Wyspy Li
Skrzaty z Wyspy Li (jap. Tongari boshi-no Memoru) – japoński serial anime wyprodukowany w 1984 roku przez Toei Animation w reżyserii Osamu Kasai. 

## Wersja polska
W Polsce serial był emitowany na kanale Polsat 2 z japońskim dubbingiem i polskim lektorem.

## Fabuła
Serial anime opowiada o rodzinie skrzatów, którzy przybywają na ziemię i przyjaźnią się z nieśmiałą dziewczyną imieniem Marielle.

## Obsada (głosy)
- Naoko Watanabe – Memoru
- Akie Yasuda – Marielle
- Chiyoko Kawashima – Popit
- Fuyumi Shiraishi – Grace
- Ichirô Nagai – Forten
- Isao Nagahisa – Oscar
- Kazuko Sawada – Lupin
- Kôhei Miyauchi – Lilulu
- Kumiko Nishihara – Pi
- Reiko Katsura – Barbara